# TestSeek
Testseek es un sitio de revisión y agregador de revisiones lanzado en Suecia en 2008. Testseek es un proveedor global de reseñas en los principales idiomas para portales de comercio electrónico y minoristas para ayudar a los consumidores a tomar mejores decisiones de compra.

## Historia
En los primeros años, Testseek se centró principalmente en la explotación de su propio portal web. Poco a poco, la atención se ha desplazado hacia los servicios de empresa a empresa, permitiendo que los sitios web de los fabricantes y sus socios de canal proporcionen revisiones de expertos y usuarios, así como logotipos de premios. En 2013, Netvalue (accionista mayoritario de Open ICEcat) se incorpora como accionista y contribuye a la ampliación de la base de clientes. En 2019, FMP Publishing A.B., propietaria de Testseek, es adquirida por Icecat. 
- «Netvalue neemt belang in verzamelaar productbeoordelingen». emerce.nl. Emerce. 18 de diciembre de 2013.

- Testseek.com
- Testseek Reino Unido
- Testseek España Archivado el 19 de julio de 2019 en Wayback Machine.
- Testseek Francia
- Testseek Alemania
- Konsumentguiden Suecia
- Testseek Países Bajos